# Айву, Эмануэль
Эмануэль Айву (нем. Emanuel Aiwu; родился 25 декабря 2000) — австрийский футболист, защитник клуба «Штурм».

## Клубная карьера
Футбольную карьеру начал в клубе «Санкт-Пёльтен». Летом 2013 года присоединился к молодёжной академии клуба «Адмира Ваккер Мёдлинг». В основном составе «Адмиры» дебютировал 5 мая 2018 года в матче австрийской Бундеслиги против венской «Аустрии». 2 августа 2018 года дебютировал за «Адмиру» в Лиге Европы в матче против софийского ЦСКА. 23 февраля 2019 года забил свой первый гол за клуб в матче австрийской Бундеслиги против «Ваккера».

## Карьера в сборной
Выступал за сборные Австрии до 18, до 19, до 20 лет и до 21 года. Имеет нигерийское происхождение, приглашался в сборную Нигерии до 20 лет, но ответил отказом.